# Alfred von Tirpitz
Alfred von Tirpitz (pronunciación en alemán: /ˈalfʁeːt fɔn ˈtɪʁpɪt͡s/ⓘ; 19 de marzo de 1849-6 de marzo de 1930) fue un almirante y comandante de la Kaiserliche Marine (Marina Imperial alemana) en 1892, Contraalmirante en 1895, y ministro alemán de Marina desde 1911. Nombrado Gran Almirante (deutscher Großadmiral) durante la Primera Guerra Mundial, de 1914 a 1916. Después de terminada su carrera militar, ingresó a la política y fue representante del Partido Popular Nacional Alemán en el Reichstag, entre 1924 y 1928.

## Biografía
Ingresó en 1865 en la Marina prusiana, donde desarrolló su carrera militar. Siempre mostró gran interés por la aplicación de la tecnología en el ámbito del armamento naval. Esta faceta llamó la atención de sus superiores, que le ofrecieron un cargo importante en los talleres donde se diseñaban y producían las nuevas armas. El objetivo de este proyecto era potenciar la fabricación propia. En la década de 1880, Tirpitz abandonó este puesto para proseguir ascendiendo en su carrera militar. 
En 1890 fue nombrado jefe de Estado Mayor, y siete años después ministro de la Marina. En esta época mantuvo una estrecha colaboración con el káiser Guillermo II. Desde este cargo introdujo varias reformas para potenciar la Marina de guerra, además de incrementar el armamento, los buques, acorazados, cruceros, etc., siempre con la más alta tecnología. Hizo construir veintiocho submarinos para enfrentarse a los ingleses, cuya Armada era muy superior. En esta carrera armamentística se encontró con la oposición del resto de los militares, que criticaban los presupuestos que acaparaba. 
Defendió la guerra naval. Fue el responsable del hundimiento del transatlántico RMS Lusitania de bandera británica. De los casi 2.000 pasajeros que viajaban, sólo se salvaron 700. Entre los fallecidos hubo 128 estadounidenses. En su defensa, Tirpitz alegó que el RMS Lusitania transportaba armas. Su propuesta de una guerra submarina total no fue aceptada y provocó su dimisión del cargo en 1916.